# Zračna luka Rašt
Zračna luka Rašt (IATA kod: RAS, ICAO kod: OIGG) smještena je pokraj grada Rašta u sjevernom dijelu Irana odnosno pokrajini Gilan. Nalazi se na nadmorskoj visini od -12 m. Zračna luka ima jednu asfaltiranu uzletno-sletnu stazu dužine 2917 m, a koristi se za tuzemne i inozemne letove. Zračni prijevoznici Iran Air, Iran Aseman Airlines, Mahan Air i Iran Air Tours u ovoj zračnoj luci nude domaće redovne letove za Teheran-Mehrabad, Ahvaz, Isfahan, Bandar Abas, Širaz, Tabriz, Asaluju i Mašhad, dok Caspian Airlines i Tailwind Airlines nude i međunarodne letove za Damask odnosno Istanbul.

## Vanjske poveznice
- (perz.)(engl.) Službene stranice Zračne luke Rašt  Arhivirana inačica izvorne stranice od 12. kolovoza 2011. (Wayback Machine)
- (engl.) [neaktivna poveznica]
- (engl.) DAFIF, Great Circle Mapper: RAS